# 단자 (음식)

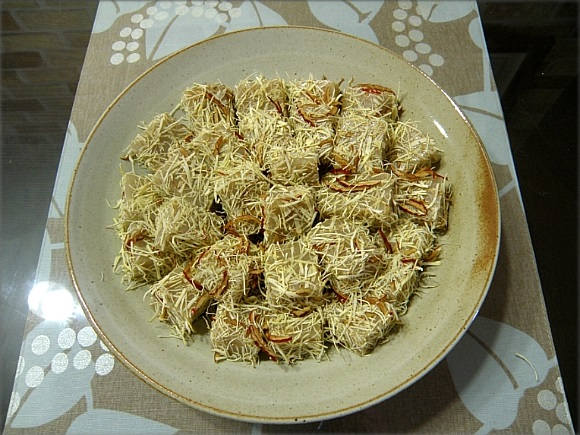

단자(團餈)는 찹쌀가루로 만든 떡에 소를 넣고 꿀을 발라 만든 떡이다.단(團)은 '둥글다'를 의미하고, 자(餈)는 인절미를 의미한다.

## 같이 보기
- 경단
- 인절미
- 당고